# Keith Simmons
Keith Simmons (* 24. Februar 1985 in Kingston, New York) ist ein US-amerikanischer Basketballspieler. 
In der Saison 2008/2009 spielte Simmons für die Deutsche Bank Skyliners in der Basketball-Bundesliga, zuvor spielte der 1,96 m  große Guard ein Jahr in der Türkiye Basketbol Ligi bei Antalya Kepez Belediyespor, für die er in 30 Spielen 485 Punkte erzielte. In den USA spielte er zuletzt für College of the Holy Cross in der College-Liga NCAA, mit denen er 2007 die Patriot League gewann und zum Most Valuable Player gekürt wurde.
Nach der Saison 2008/2009 wurde sein Vertrag in Frankfurt nicht verlängert. Er kehrte daraufhin in die Türkei zurück und unterschrieb einen Vertrag über ein Jahr bei Banvit BK.